# Phigalia uniformata
Phigalia uniformata là một loài bướm đêm trong họ Geometridae.